# Сарайсино
Сарайсино или Сарайса (баш. Һарайҫа) — деревня в Стерлибашевском районе Республики Башкортостан Российской Федерации. Входит в состав Сарайсинского сельсовета.

## География

### Географическое положение
Расстояние до:
- районного центра (Стерлибашево): 34 км,
- центра сельсовета (Елимбетово): 4 км,
- ближайшей ж/д станции (Стерлитамак): 41 км.

## История
Сарайса основана переселенцами из деревни Кусяпкул (Косапкол) в начале XVIII века. Протекающая река Карамал, разделяла поселение на две деревни — Сарайса и Абубакер Харт.
Абубакирово деревня возникшая в 1815 году сейчас находится в составе деревни Сарайсино. Первопоселенцами деревни были три сына Абубакира Тагирова - Батырша, Батыргузя, Искендер.   
Абубакир Тагиров - участник русского похода на Пруссию в 1757 году, родной деревней Абубакира была Аптиково (ныне Ишимбайский район).
Ныне потомками Абубакира являются семьи со следующими фамилиями: Курбангалеевы, Курбановы, Батыршины, Шариповы, Аиткужины и др.

## Население
| 2002 | 2009 | 2010 |
| ---- | ---- | ---- |
| 321  | ↗325 | ↘283 |

Согласно переписи 2002 года, преобладающая национальность — башкиры (100 %).